# Felix Weingartner
Paul Felix von Weingartner von Münzberg, avstrijski skladatelj, dirigent in pianist, * 2. junij 1863, Zadar, Dalmacija, † 7. maj 1942, Winterthur, Švica. 

## Življenje
Glasbo je študiral v Gradcu, Leipzigu in v Weimarju pri Franzu Lisztu. Deloval je v Dunajski državni operi, pri Dunajskih filharmonikih, v Berlinu, Hamburgu, Bostonu, Münchnu in Baslu. Skladal je simfonije, uverture, kvartete in opere. Slovensko praizvedbo je na odru ljubljanske opere leta 1921 doživela edinole opera Vaška šola.

## Opere (izbor)
- Sakuntala (1884)
- Kain in Abel (1914)
- Dame Kobold (1916)
- Vaška šola (1920)